# Polygala friesii
Polygala friesii är en jungfrulinsväxtart som beskrevs av Chod.. Polygala friesii ingår i släktet jungfrulinssläktet, och familjen jungfrulinsväxter. Inga underarter finns listade i Catalogue of Life.